# Horsburgh Point
Der Horsburgh Point ist eine Landspitze an der Südwestküste von Montagu Island im Archipel der Südlichen Sandwichinseln. Sie liegt 5,6 km nordwestlich des Scarlett Point. 
Wissenschaftler der britischen Discovery Investigations kartierten die Landspitze im Jahr 1930 und benannten sie nach H. Horsburgh, einem Mitglied des Expeditionskomitees für technische Angelegenheiten.